# تعليم العلاج الطبيعي
يختلف تعليم العلاج الطبيعي اختلافًا كبيرًا من بلد إلى آخر. عالميًا، يتراوح تدريب العلاج الطبيعي بين التدريب العملي الأساسي في المستشفيات والعيادات الخارجية وبرامج الدكتوراه والماجستير المهنية.

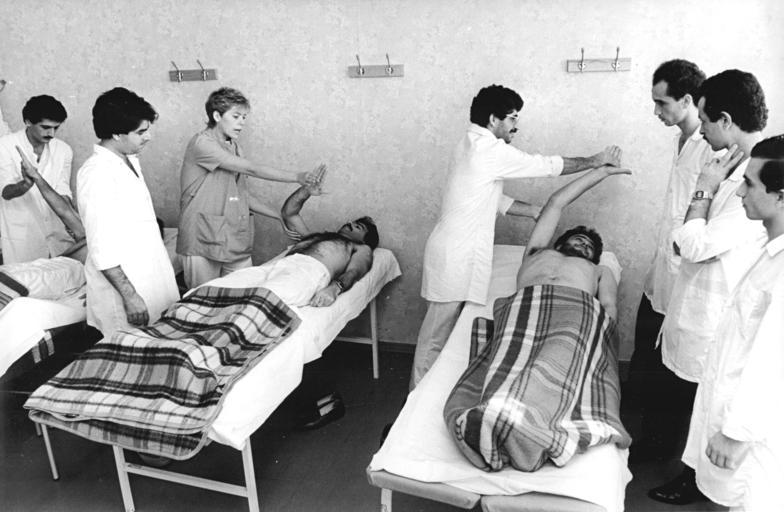
تعليم العلاج الطبيعي في الثمانينيات

## أفريقيا

### شمال أفريقيا

#### مصر (الشرق الأوسط)
في مصر، تُعدّ العلاج الطبيعي شكلاً حيويًا من أشكال الرعاية المهنية للمرضى يمكن تطبيقه في معظم فروع الطب. يجب إكمال ما مجموعه ٢٦٦ ساعة معتمدة على مدى عشرة فصول دراسية (٥ سنوات) قبل التخرج، وتُجرى الدراسة باللغة الإنكليزية. يلي ذلك تدريب داخلي لمدة ١٢ شهرًا في الجامعة والمستشفيات التعليمية الأخرى قبل السماح للمتدربين بالتسجيل كأخصائيين في العلاج الطبيعي. يُشترط على المتقدمين الجدد إجراء مقابلة مع عميد الكلية.
يُدرَّس العلاج الطبيعي في الكليات الحكومية والخاصة التالية للعلاج الطبيعي: جامعة القاهرة، جامعة كفر الشيخ، جامعة بني سويف، جامعة جنوب الوادي، جامعة الدلتا للعلوم والتكنولوجيا، جامعة الساعات في مصر، جامعة مصر للعلوم والتكنولوجيا، الجامعة المصرية الصينية، جامعة السادس من تشرين الأول، جامعة فاروس، جامعة إم تي آي، جامعة بي يو سي، وجامعة دريا.

### أفريقيا جنوب الصحراء الكبرى

#### نيجيريا
في نيجيريا، يستغرق برنامج التدريب في العلاج الطبيعي خمس سنوات للحصول على درجة بكالوريوس في العلاج الطبيعي أو بكالوريوس في إعادة التأهيل الطبي. يتطلب بعد التخرج برنامج تدريب سريري لمدة عام واحد تحت إشراف معالجين طبيعيين سريريين كبار وذوي خبرة من أجل الحصول على الترخيص لممارسة المهنة. بدأ أول برنامج تدريبي في نيجيريا في جامعة إيبادان سنة ١٩٦٦، تلتها جامعة لاغوس سنة ١٩٧١. وبدأ برنامج تدريبي آخر في جامعة إيفي (الآن جامعة أوبافيمي أولوو) سنة ١٩٧٨، وجامعة نيجيريا - حرم إينوغو سنة ١٩٨٧، وجامعة بايرو في كانو سنة ١٩٨٩، وجامعة مايدوغوري سنة ٢٠٠٣. تتوفر برامج تدريب أخرى أيضًا في جامعة مايدوغوري وجامعة نامدي أزيكيوي في ننيي. تتوفر درجات الماجستير المتقدم والدكتوراه في العلاج الطبيعي في جامعة إيبادان، جامعة لاغوس، جامعة أوبافيمي أولوو، وجامعة نيجيريا – حرم إينوغو. حاليًا، تعمل جمعية العلاج الطبيعي النيجيرية والهيئة التنظيمية للعلاج وإعادة التأهيل المهني على الانتقال من برامج البكالوريوس إلى برامج دكتوراه دخولية. وقد تم اعتماد درجة دكتور في العلاج الطبيعي كدرجة دخولية من قبل مفوضية الجامعات الوطنية ومن المتوقع البدء بها قريبًا في الجامعات النيجيرية.

#### جنوب أفريقيا
في جنوب أفريقيا، يُعدّ أخصائيو العلاج الطبيعي من الممارسين في خط المواجهة الأول، أي أنهم متخصصون صحيون يمكنهم التشخيص والعلاج بشكل مستقل، ويمكنهم إحالة المرضى إلى أطباء مختصين وإجراء تصوير بالأشعة وإصدار شهادات مرضية. هناك ثماني مدارس للعلاج الطبيعي، عادةً ما تكون تابعة للمدارس الطبية المعنية.
تتضمن درجة البكالوريوس (بكالوريوس في العلاج الطبيعي أو بكالوريوس علوم في العلاج الطبيعي) أربع سنوات من التدريب العام في جميع جوانب التخصص. يتكوّن العام الأول عادةً من تعليم نظري في العلوم الأساسية، في حين يركّز العام الثاني على تشريح الإنسان ووظائف الأعضاء. تدريجيًا، يزداد الوقت المخصص للتدريب تحت الإشراف حتى يصل إلى حوالي ٨٠٪ في السنة الرابعة. في السنة النهائية، يُتوقع من الطلاب أيضًا إنجاز مشاريع بحثية مختلفة تفي بمتطلبات الحصول على درجة الشرف. على مستوى الدراسات العليا، تقدم بعض الجامعات درجات ماجستير قائمة على المقررات الدراسية تركز على مجالات معينة من التخصص، وتشمل رسالة قصيرة، بالإضافة إلى درجات قائمة على البحث مثل الماجستير والدكتوراه في العلاج الطبيعي.
بعد التخرج، لا يمكن بدء الممارسة المهنية إلا بعد إكمال سنة خدمة مجتمعية إلزامية تنظمها الدولة. يجب أيضًا على أخصائيي العلاج الطبيعي المسجلين أن يكونوا أعضاء في مجلس المهن الصحية في جنوب أفريقيا، حيث يُشرف مجلس العلاج الطبيعي، وعلم الأقدام، والبايوكينتيك على تسجيلهم. وغالبًا ما يُطلب منهم الحصول على تدريب في الدعم المتقدم للحياة للحالات الطارئة في أقسامهم وممارساتهم الخاصة.

#### أوغندا
بدأ تدريب أخصائيي العلاج الطبيعي في أوغندا سنة ١٩٧٢. لا يزال هذا البرنامج الذي يمنح دبلومًا لمدة ثلاث سنوات يُقدَّم في معهد أوغندا للعلوم الصحية والإدارة، المعروف سابقًا باسم مدرسة مولاغو للتدريب الطبي المساعد.
بدأ أول برنامج دراسي بدرجة جامعية في مؤسسة عامة في جامعة مبارارا للعلوم والتكنولوجيا سنة ٢٠١٢.
يجب تسجيل جميع الخريجين في مجلس المهنيين الصحيين المتحدين في أوغندا، ويمكنهم بعد ذلك العمل كممارسين مستقلين في المؤسسات الصحية الحكومية والخاصة.

## آسيا والمحيط الهادئ

### جنوب آسيا

#### بنغلاديش
في بنغلادش، تُقدّم درجة بكالوريوس العلوم في العلاج الطبيعي من قبل كلية الطب في جامعة دكا، جامعة راجشاهي، وجامعة غونو.
تشمل مناهج بكالوريوس العلاج الطبيعي: التشريح، وظائف الأعضاء، الكيمياء الحيوية، علم الأمراض والميكروبيولوجيا، الميكانيكا الحيوية، الأشعة والتصوير، جراحة العظام والروماتيزم، طب الأطفال، علم الأدوية، طب الأعصاب، علم الحركة، العلاج الكهربائي، التمارين العلاجية، الطب المجتمعي، علم النفس، القلب والرئتين، الجراحة العامة، منهجية البحث، طب المسنين، الطب النفسي، العلاج الطبيعي الرياضي، طب العظام، الأخلاقيات المهنية والإدارة، منهجية التدريس، الطب التأهيلي (الإعاقة والتنمية)، الأطراف الاصطناعية والمساعدة، ومشروع بحثي. تم تصميم هذا المنهاج بحيث يتمكن خريجو العلاج الطبيعي من ممارسة المهنة بشكل مستقل وذاتي في المجال السريري.
- المعهد الوطني لإصابات العظام والتأهيل (NITOR) (معهد حكومي) [1]
- معهد بنغلاديش للمهن الصحية (خاص)
- كلية العلوم الصحية الحكومية (SCHS) (خاصة) [2]
- معهد تكنولوجيا الصحة (IHT) - دكا (حكومي)
- معهد تكنولوجيا الصحة (IHT) - راجشاهي (حكومي)
- جونو بيشوابيديلاي (جامعة جونو) (خاصة) [3]
- معهد SAIC للتكنولوجيا الطبية (SIMT) (خاص)، والذي يوفر خمس سنوات من التعليم المهني بما في ذلك فترة تدريب إلزامية لمدة عام واحد.

كانت جامعة شعوب بنغلادش رائدة في القطاع الخاص لكنها أوقفت جميع برامج العلوم الصحية بسبب مشاكل قانونية غير متوقعة.
تقدم مؤسستان دراسات عليا في العلاج الطبيعي. جامعة غونو تقدم برنامج ماجستير سريري وحيد في العلاج الطبيعي، بينما يقدم معهد مهن الصحة البنغلادشي برنامج ماجستير غير سريري. أطلقت جامعة بنغلادش المفتوحة برنامج ماجستير في إدارة الإعاقة والتأهيل ضمن كلية العلوم والتكنولوجيا سنة ٢٠١٨. جمعية العلاج الطبيعي في بنغلادش هي المنظمة المهنية الوحيدة لأخصائيي العلاج الطبيعي البنغلادشيين. وهناك منظمة أخرى معترف بها من وزارة الشؤون الاجتماعية تُدعى جمعية العلاج الطبيعي البنغلادشية وتعمل كمنظمة للرعاية الاجتماعية. وقد حصلت جمعية العلاج الطبيعي البنغلادشية على اعتراف دولي سنة ٢٠٠٧.
بعد حرب التحرير، بدأت بنغلادش برنامج تخرج في العلاج الطبيعي مدته ثلاث سنوات سنة ١٩٧٢. وقد بدأه لأول مرة البروفيسور الدكتور آر. جي. غارست في المعهد الوطني للرضوض وجراحة العظام وإعادة التأهيل.
في بنغلادش، يستخدم معظم أخصائيي العلاج الطبيعي بادئة "دكتور" واللاحقة "بي تي". وقد أقرّت الحكومة قانون مجلس التأهيل البنغلادشي سنة ٢٠١٨ في البرلمان الوطني.
يُعدّ مجلس التأهيل البنغلادشي الهيئة التنظيمية الحكومية للمهن المتعلقة بالعلاج الطبيعي والتأهيل في بنغلادش. وتنظم هذه الهيئة وتمنح التراخيص للمهنيين، والتعليم المهني، والممارسة، والخدمات في بنغلادش.

#### الهند
في الهند، تقدم الجامعات دبلومًا، وبكالوريوسًا، وماجستيرًا، ودكتوراه في العلاج الطبيعي. مدة دورة الدبلوم عادةً ثلاث سنوات، وقد انخفض الإقبال عليها منذ إدخال برنامج بكالوريوس العلاج الطبيعي في أوائل تسعينيات القرن العشرين في الهند. معظم الطلاب الحاصلين على الدبلوم اختاروا الالتحاق ببرنامج البكالوريوس عن طريق القبول الجانبي.
بكالوريوس العلاج الطبيعي هو برنامج دراسي جامعي مدته أربع سنوات ونصف في العلاج الطبيعي، يشمل تدريبًا إكلينيكيًا إلزاميًا لمدة ستة أشهر يتم تنفيذه عادةً بشكل دوري في تخصصات طبية متنوعة مثل جراحة العظام، وطب الأعصاب، ورعاية القلب والأوعية الدموية، وطب الأطفال، وطب المسنين، والصحة المجتمعية. تم تصميم منهج بكالوريوس العلاج الطبيعي ليعكس المعايير الدولية، حيث يشمل مواد مثل التشريح، وعلم وظائف الأعضاء، والميكانيكا الحيوية، وعلم الأدوية، والتمارين العلاجية، مما يضمن أن الخريجين مهيأون جيدًا لممارسة المهنة بشكل مستقل أو ضمن فرق متعددة التخصصات.
يُدرَّب الخريجون على المهارات الإكلينيكية والتفكير النقدي وإدارة المرضى، مما يمكنهم من التعامل مع مجموعة واسعة من المشكلات البدنية. ومع ذلك، ونظرًا لغياب مجلس وطني موحد يشرف على تعليم العلاج الطبيعي، هناك تفاوت كبير في منهج بكالوريوس العلاج الطبيعي بين الولايات المختلفة في الهند.
بعد التخرج، يمكن لأخصائيي العلاج الطبيعي التخصص في مجالات مثل العلاج الطبيعي القلبي والرئوي، والعلاج الطبيعي المجتمعي، وطب الأعصاب، والجهاز العضلي الهيكلي، وعلاج اليدين، والطب الرياضي، وطب النساء والتوليد، أو متابعة البحث العلمي.
يستخدم أخصائيو العلاج الطبيعي في الهند لقب "دكتور" قبل أسمائهم مع إضافة لاحقة (أخصائي علاج طبيعي) لتوضيح أنهم ليسوا أطباء في الطب. ومع ذلك، فإن استخدام هذا اللقب وفقًا للجمعية الهندية لأخصائيي العلاج الطبيعي والجمعية الهندية لأخصائيي العلاج الطبيعي المعتمدين هو تقليدي ومتبع بطريقة مماثلة لاستخدامه من قبل حاملي شهادات بكالوريوس الطب والجراحة، وماجستير الجراحة، وطب الأسنان، والطب البديل. ويؤكد الأخصائيون أنهم لا ينتهكون أي قانون سائد في الهند، حيث إن من يحق له استخدام لقب "دكتور" قانونًا هو من حصل على درجة الدكتوراه أو الدكتوراه في الطب أو الزمالة الطبية.
يوجد أكثر من 250 كلية تقدم برنامج بكالوريوس العلاج الطبيعي، وأكثر من 50 كلية تقدم برنامج الماجستير في العلاج الطبيعي لمدة سنتين. وتشغّل بعض الجامعات مثل جامعة العلوم الصحية في مهاراشترا برنامج ماجستير في العلاج الطبيعي لمدة ثلاث سنوات. كما تقدم جامعات مختارة في ولايات مهاراشترا، وكارناتاكا، وتاميل نادو، ودلهي درجة الدكتوراه في العلاج الطبيعي.
بدأت جامعة عليكرة الإسلامية في وقت مبكر تقديم دبلوم في العلاج الطبيعي وإعادة التأهيل، لكنها لم تطوره بعد.
تقدم الجمعية الهندية لأخصائيي العلاج الطبيعي المعتمدين شهادات دراسات عليا ودبلومات بنظامي التعليم عبر الإنترنت والتعليم المباشر.
تقدم جامعة دلهي للعلوم الصيدلانية والبحوث برنامج بكالوريوس في العلاج الطبيعي بقدرة استيعابية سنوية تبلغ حوالي 50 طالبًا. كما تحتوي الجامعة على قسم للمرضى الخارجيين.
بادرت جامعة جامعَة همدرد في عام 1998 بإطلاق برامج دراسات عليا في العلاج الطبيعي والعلاج الوظيفي في شمال الهند. وقد لاقت هذه البرامج إقبالًا كبيرًا وطلبًا واسعًا. وتتلقى الكلية الدعم من مستشفيات مرموقة في دلهي لتدريب الطلاب، بالإضافة إلى الاستفادة من مستشفى مجيدية. وهي في صدد بناء مبنى مستقل لكلية العلوم الصحية المساعدة بدعم مالي سخي من لجنة المنح الجامعية. تقدم الكلية برامج بكالوريوس وماجستير في العلاج الطبيعي والعلاج الوظيفي.
تعد جامعة راجيف غاندي للعلوم الصحية في كارناتاكا من الجامعات المعروفة بمستوى تعليمها في العلاج الطبيعي، وتقدم بكالوريوس العلاج الطبيعي، وماجستير العلاج الطبيعي في التخصصات التالية: اضطرابات الجهاز العضلي والطب الرياضي، واضطرابات الجهاز العصبي والنفسية الجسدية، واضطرابات القلب والجهاز التنفسي، والعلاج الطبيعي المجتمعي، وطب الأطفال.
تقدم العديد من الجامعات مثل المعهد الهندي للعلوم الطبية، وجامعة سنغانية، وجامعة جامعَة مليَّة الإسلامية، وجامعة راجيف غاندي للعلوم الصحية، وغيرها برامج دكتوراه في العلاج الطبيعي.

#### باكستان
في باكستان، هناك 20 كلية تقدم درجة دكتور في العلاج الطبيعي، و3 جامعات تقدم برنامج دكتور في العلاج الطبيعي الانتقالي، و2 تقدم ماجستير في العلاج الطبيعي، و2 تقدمان درجة الدكتوراه. يتمتع أخصائيو العلاج الطبيعي بفرص جيدة في المستشفيات الحكومية والخاصة، ويُمنحون درجة راتب من الدرجة 17. وبهذا أصبحت باكستان ثالث دولة في العالم تقدم درجة دكتور في العلاج الطبيعي.

#### سريلانكا
في سريلانكا منذ عام 2006 بدأت كلية العلوم الصحية المتحالفة بجامعة بيرادينيا وكلية الطب بجامعة كولومبو  وأيضًا عام 2013 في جامعة الجنرال السير جون كوتيلاوالا للدفاع دورة البكالوريوس لمدة أربع سنوات مع فترة تدريب لمدة ستة أشهر. عام 2011 هو العام المميز في مجال العلاج الطبيعي في سريلانكا. من المقرر تخرج أول دفعة من خريجي العلاج الطبيعي في هذا العام. وهم من جامعة كولومبو وجامعة بيرادينيا. في الوقت الحالي، يعد برنامج درجة البكالوريوس (مع مرتبة الشرف) في العلاج الطبيعي أحد أكثر الدورات المفضلة بين الطلاب السريلانكيين. من الضروري الحصول على أكثر من 1.8 علامة Z ليتم اختيارك لهذه الدورة. يحمل أخصائيو العلاج الطبيعي الممارسون حاليًا درجة البكالوريوس، ولا يزال البعض يحمل دبلومة. لقد تغيرت برامج التعليم للعلاج الطبيعي في العالم حاليًا حيث تعتبر حاملي الدبلومات مساعدين للعلاج الطبيعي فقط في معظم دول العالم. يتم تشجيع المعالجين الطبيعيين الحاصلين على دبلوم في العلاج الطبيعي على الحصول على درجة البكالوريوس من كلية الطب بجامعة كولومبو، وكلية العلوم الصحية المتحالفة بجامعة بيرادينيا، وكلية الطب بجامعة كيلانيا وجامعة الجنرال السير جون كوتيلوالا للدفاع التي بدأت برنامج القبول الجانبي الخاص بها من عام 2014. لبناء المهنة في البلاد، يعتقد خريجو العلاج الطبيعي أن الهدف هو أن يكون جميع المعالجين الطبيعيين على مستوى البكالوريوس على الأقل بحلول عام 2020.

### شرق آسيا

#### الصين
تتوفر برامج دراسية لمدة أربع سنوات في العلاج الطبيعي في جميع أنحاء الصين، كما يوجد عدد متزايد من برامج العلاج الوظيفي وعلاج النطق. ويُعد دمج العلاج الطبيعي الغربي مع الطب الصيني التقليدي من السمات الرئيسية لهذا النوع من البرامج.

#### هونغ كونغ
في عام 1978، قدّم معهد هونغ كونغ للفنون التطبيقية لأول مرة برنامج دبلوم عالي في العلاج الطبيعي تحت إشراف معهد الطب والرعاية الصحية التابع له. وفي عام 1991، تم تحويل برنامج العلاج الطبيعي إلى برنامج بكالوريوس في العلوم. وفي هونغ كونغ، توفّر جامعة هونغ كونغ للفنون التطبيقية وكلية تونغ واه برامج دراسات عليا بدوام كامل في العلاج الطبيعي.

#### اليابان
يوجد في اليابان أكثر من 180 ألف أخصائي علاج طبيعي وأكثر من 270 مدرسة للعلاج الطبيعي.

#### تايوان
في تايوان، أُطلق أول برنامج للعلاج الطبيعي في عام 1967 في جامعة تايوان الوطنية. وتشمل برامج التعليم الأولي الحالية لأخصائيي العلاج الطبيعي منهاجاً دراسياً جامعياً يمتد لست سنوات (دكتور في العلاج الطبيعي) في جامعتين (جامعة تايوان الوطنية وجامعة يانغ-مينغ الوطنية)، ومنهجاً دراسياً لمدة أربع سنوات (بكالوريوس في العلوم في العلاج الطبيعي) في 11 جامعة. كما توجد ثلاث كليات تقنية تقدم برنامجاً لمدة خمس سنوات (درجة مشارك في العلوم). ويُشترط التدريب السريري في السنة الأخيرة من جميع البرامج المذكورة. وبعد التخرج، يجب على الطالب اجتياز اختبار الترخيص الوطني الذي تديره وزارة الامتحانات التايوانية لمزاولة المهنة سريرياً. كما تقدم عدة جامعات برامج دراسات عليا في العلاج الطبيعي أو إعادة التأهيل أو المجالات ذات الصلة على مستوى الماجستير أو الدكتوراه.

### غرب آسيا والشرق الأوسط

#### إيران
في إيران ، يتم تقديم درجة العلاج الطبيعي على مستوى البكالوريوس والماجستير والدكتوراه، والتي تستغرق عادة أربع سنوات للحصول على درجة البكالوريوس وسنتين للحصول على درجة الماجستير، و4 سنوات للحصول على درجة الدكتوراه.

#### العراق
تقدّم كلية التقنية الطبية والصحية في بغداد برنامج بكالوريوس في العلاج الطبيعي لمدة أربع سنوات بعد الدراسة الثانوية. يتطلب البرنامج التدريب الصيفي في العديد من المستشفيات كشرط للتخرج. يوجد قسم ثانٍ للعلاج الطبيعي في كلية الصحة التقنية في أربيل/جامعة أربيل التقنية، وقد تم أيضاً افتتاح برنامج ماجستير في العلاج الطبيعي. كما يوجد قسم ثالث في جامعة جيهان في أربيل، وسيكون هذا العام أول دفعة تخرج لهم. ويوجد قسم رابع في كلية العلوم الصحية/جامعة هولير الطبية أيضاً في أربيل، وقد وصلوا إلى المرحلة الثالثة حتى الآن دون تخرج.

#### الأردن
في الأردن ، لا يزال بإمكان أخصائي العلاج الطبيعي الحاصل على دبلوم ممارسة المهنة. ومع ذلك، لم تعد تُقدم برامج الدبلوم هذه. يتم تشجيع الممارسين الحاصلين على دبلوم على ربط شهادتهم ببكالوريوس العلاج الطبيعي من أجل الحصول على مزايا مالية ومهنية. تقدم ثلاث جامعات حاليًا هذه الدرجة: الجامعة الأردنية وجامعة العلوم والتكنولوجيا الأردنية والجامعة الهاشمية . تستغرق برامج بكالوريوس العلاج الطبيعي أربع سنوات تتضمن مكونًا سريريًا. لا يُطلب من الطلاب أي فترة تدريب لبدء الممارسة بعد التخرج. تتوفر حاليًا درجة الماجستير في جامعة العلوم والتكنولوجيا الأردنية، بينما لا تتوفر برامج الدكتوراه في العلاج الطبيعي. ومع ذلك، يمكن للطلاب التسجيل في درجات ماجستير طبية أخرى مثل "علم التشريح" و"علم وظائف الأعضاء" و"الصحة العامة".

### الكويت
في الكويت، يمكن الحصول على درجة بكالوريوس في العلاج الطبيعي بعد التخرج من جامعة الكويت (برنامج لمدة أربع سنوات). يتعلم الطلاب تقييم المرضى وتوثيق تقدمهم في السنة الثانية من الدراسة، ويبدأون في التدريب السريري في المستشفيات مع بداية السنة الثالثة. بعد التخرج، يتوفر تدريب إضافي في المستشفيات. لا توجد برامج دراسات عليا رسمية بعد التخرج.

### تركيا
في تركيا ، يُقدّم تعليم العلاج الطبيعي في معاهد العلاج الطبيعي في الجامعات ( جامعة هاسيتيب ، جامعة دوكوز إيلول ، جامعة إسطنبول ، جامعة مرمرة ، جامعة إسطنبول ميديبول ، جامعة باشكنت ، جامعة باموكالي ، جامعة سليمان ديميريل ، جامعة مؤسسة بزمي عالم ، جامعة أجيباديم ، جامعة تراقيا ، جامعة يني يوزيل ) بعد المرحلة الثانوية. تستغرق الدراسة أربع أو خمس سنوات مع فصول تحضيرية. تُقدّم معاهد العلوم الطبية تعليم الماجستير والدكتوراه.

### الإمارات العربية المتحدة
في الإمارات، يتكوّن بكالوريوس العلاج الطبيعي من برنامج جامعي مدته أربع سنوات. في السنة الأولى، يتعرّف الطلاب على المواد ما قبل السريرية مثل علم التشريح، علم وظائف الأعضاء، الكيمياء الحيوية، السلوك البشري والاجتماعي، والإلكترونيات الطبية الأساسية والحاسوب. ويتلقى الطلاب أيضاً تدريباً عملياً على تشريح الجثث خلال تعلمهم لعلم التشريح. يُقدَّم التدريب السريري الخاضع للإشراف بشكل تدريجي، ويُعتمد منهج دراسي متكامل يوفر خبرات تعليمية ممتازة إضافة إلى برامج إلكترونية داخلية. يشمل البرنامج تعلماً قائماً على الحالات ويركّز على الممارسات القائمة على الأدلة. ينتهي البرنامج بتدريب سريري لمدة ستة أشهر يتوج بمشروع بحثي.

### أوقيانوسيا

#### أستراليا
في أستراليا، تتوفر عدة برامج دراسية على مستوى البكالوريوس والدراسات العليا. يمكن دراسة درجة العلاج الطبيعي خلال أربع سنوات كمرحلة جامعية، أو من خلال برنامج دراسات عليا مدته سنتان إلى ثلاث سنوات. تشمل المقررات النظرية الأساسية: علم التشريح، علم الأحياء، الفيزياء، علم النفس، علم الحركة، قياس الزوايا، وعلم وظائف الأعضاء. في النصف الثاني من البرنامج، يشارك الطلاب في مقررات عملية تركز على العلاج الطبيعي العضلي الهيكلي، العصبي العضلي، الأطفال، المسنين، القلب والصدر، وصحة المرأة. يُركّز البرنامج تدريجياً على الممارسة السريرية، وتشمل السنة النهائية غالباً تدريباً عملياً في العيادات وبحثاً علمياً. تشمل البرامج الأسترالية درجات بكالوريوس العلاج الطبيعي، بكالوريوس العلوم التطبيقية في العلاج الطبيعي، بكالوريوس العلوم في العلاج الطبيعي، ماجستير العلاج الطبيعي، أو دكتوراه في العلاج الطبيعي.

#### نيوزيلندا
في نيوزيلندا، يوجد حالياً مدرستان للعلاج الطبيعي تقدمان برامج بكالوريوس مدتها أربع سنوات. يعمل العديد من أخصائيي العلاج الطبيعي في نيوزيلندا في القطاع الصحي الخاص كمتخصصين في العلاج العضلي الهيكلي، ويعكس المنهج الدراسي الحاجة إلى إعداد الخريجين لممارسة المهنة بشكل مستقل. يتبع الطلاب برنامجاً تعليمياً مشابهاً لأستراليا مع التركيز على الميكانيكا الحيوية، علم الحركة، والتمارين. عادةً ما تستغرق الدراسات العليا ثلاث سنوات في مجال محدد. الجمعية النيوزيلندية لأخصائيي العلاج الطبيعي هي الهيئة المهنية التي يمكن لأخصائيي العلاج الطبيعي في نيوزيلندا الانضمام إليها اختيارياً.

## أمريكا الشمالية

### كندا
في كندا، يُمنح أخصائيو العلاج الطبيعي درجة ماجستير في العلاج الطبيعي بعد إكمال درجة البكالوريوس ونجاحهم في أحد البرامج الجامعية المعتمدة. يشمل التدريب مقررات نظرية وسريرية، ويتعين على الخريجين اجتياز امتحان مجلس تحالف العلاج الطبيعي الكندي للحصول على الترخيص.
يتوزع أخصائيو العلاج الطبيعي في كندا على مستشفيات، عيادات خاصة، مراكز إعادة التأهيل، ومدارس. وهم يعملون في إطار منظومة الصحة العامة والخاصة. ويُعتبر العلاج الطبيعي مهنة منظمة تُشرف عليها هيئات تنظيمية إقليمية.

#### كيبيك
في مقاطعة كيبيك، يُشترط على أخصائيي العلاج الطبيعي الحصول على درجة الماجستير في العلاج الطبيعي لاستيفاء شروط العضوية في الهيئة المهنية للعلاج الطبيعي في كيبيك . ومع ذلك، يجب على طلاب العلاج الطبيعي الحصول أولاً على درجة البكالوريوس في العلاج الطبيعي لتقديم طلباتهم للالتحاق ببرنامج الماجستير، الذي سيوفر لهم عدة فترات تدريب في المستشفيات أو مراكز إعادة التأهيل. وقد تتاح لبعض الطلاب فرصة التدريب في دول أوروبية. بعد إتمام درجة الماجستير، والتي تُسمى غالبًا "ماجستير العلوم" أو "ماجستير العلاج الطبيعي"، يمكن للطالب متابعة دراساته على مستوى الدكتوراه في مجالات مثل إعادة التأهيل ، وعلم الحركة ، وعلوم التمارين . وتقدم الجامعات برامج في العلاج الطبيعي. وتقدم جامعة مونتريال وجامعة شيربروك برنامجًا مشتركًا للبكالوريوس والماجستير يؤدي إلى الحصول على بكالوريوس العلوم وماجستير العلوم. تقدم كلية العلاج الطبيعي والمهني بجامعة ماكجيل وجامعة لافال درجة البكالوريوس في العلاج الطبيعي على مستوى البكالوريوس ودرجة الماجستير في العلاج الطبيعي على مستوى الدراسات العليا.

### الولايات المتحدة
في الولايات المتحدة ، تُعتمد مناهج أخصائيي العلاج الطبيعي ومساعديهم من قِبل لجنة الاعتماد في تعليم العلاج الطبيعي (CAPTE). وبينما يُقدم 226 برنامجًا من أصل 227 برنامجًا حاليًا درجة دكتور في العلاج الطبيعي ،  لا يزال هناك العديد من أخصائيي العلاج الطبيعي الممارسين حاليًا في الولايات المتحدة ممن حصلوا على درجة بكالوريوس العلوم (BSPT) أو ماجستير العلاج الطبيعي . وفقًا للجمعية الأمريكية للعلاج الطبيعي ، ارتفع عدد برامج العلاج الطبيعي المتقدمة المقدمة في الولايات المتحدة من 19 برنامجًا من أصل 212 برنامجًا معتمدًا (إلى جانب 184 برنامجًا للعلاج الطبيعي المتقدم و9 برامج للعلاج الطبيعي الأساسي) في عام 2000، إلى 222 برنامجًا من أصل 227 برنامجًا في عام 2011.  ووفقًا لتقرير أخبار الولايات المتحدة والعالم لعام 2020، فإن أفضل برامج العلاج الطبيعي في أمريكا هي: جامعة ديلاوير ، وجامعة بيتسبرغ ، وجامعة واشنطن في سانت لويس ، وجامعة نورث وسترن ، وجامعة أيوا ، وجامعة جنوب كاليفورنيا ، وجامعة ديوك ، وجامعة إيموري، وجامعة كريتون ، ومعهد مستشفيات ماساتشوستس للمهن الصحية ، وجامعة ولاية أوهايو ، وجامعة نورث كارولينا تشابل هيل ، وجامعة ماركيت ، وجامعة ألاباما برمنغهام ، وجامعة كولورادو .  تستخدم برامج الدكتوراه استراتيجيات تدريس مختلفة لإعداد الطلاب للرعاية المباشرة. تتضمن الاستراتيجيات دراسات الحالة، ولعب الأدوار، والامتحانات العملية، والتعلم بمساعدة الكمبيوتر. 
عادةً ما يتخرج مساعدو أخصائيي العلاج الطبيعي بدرجة "زمالة العلوم التطبيقية". واعتبارًا من شهر آب 2011، كان هناك 276 برنامجًا معتمدًا لمدة عامين (درجة الزمالة) لمساعدي أخصائيي العلاج الطبيعي في الولايات المتحدة.
بعد التخرج من برنامج معتمد، يُطلب من أخصائيي العلاج الطبيعي ومساعديهم اجتياز "الامتحان الوطني للعلاج الطبيعي" (NPTE) قبل أن يتمكنوا من الحصول على ترخيص لمزاولة المهنة. تنظّم كل ولاية أمريكية تراخيص العلاج الطبيعي بشكل مستقل، ولذلك تختلف المتطلبات الدقيقة للحصول على الترخيص وتجديده من ولاية إلى أخرى.
يشمل التعليم في مجال العلاج الطبيعي فترات تدريب سريري تُجرى عادةً في نهاية البرنامج الأكاديمي المهني. يسمح التدريب السريري للطلاب بتطبيق مهاراتهم في التفكير النقدي، والممارسة العملية، والسلوكيات المهنية ضمن سيناريوهات سريرية واقعية. وخلال هذه الفترة، ينتقل المتدرب الحاصل على درجة الدكتوراه بين بيئات علاجية مختلفة، كل منها لمدة شهر أو أكثر. فعلى سبيل المثال، قد يخضع المتدرب إلى دورة تدريبية في طب العظام لشهر واحد، تليها دورة في رعاية الجروح في الشهر التالي، وهكذا يستمر التدريب في أماكن متعددة لمدة محددة مسبقًا، وغالبًا ما تكون حوالي سنة.
وخلال هذه الدورات، يُقترن الطالب مع مُشرف سريري. وتتمثل مهمة المُشرف السريري في الإشراف على الطالب أثناء تطبيقه للمعارف والمهارات التي تعلمها في القاعات الدراسية. ولتصبح مشرفًا سريريًا، يجب أن يكون الشخص قد عمل كأخصائي علاج طبيعي مُرخّص لمدة لا تقل عن سنة واحدة.
بعد التخرج من برنامج معتمد والحصول على الترخيص، يمكن لحامل درجة "دكتور في العلاج الطبيعي" متابعة تعليمه من خلال دخول برنامج إقامة ثم زمالة. ولا تُعد الإقامة والزمالة شرطًا حاليًا، لكنها أصبحت أكثر شيوعًا في تعليم العلاج الطبيعي. ويوجد حاليًا 162 برنامج إقامة وزمالة في الولايات المتحدة.

## أوروبا

### فرنسا
في فرنسا، يُعرف اختصاصي العلاج الطبيعي باسم ماسور-كينيزيتيرابوت. الشهادة معترف بها وتُمنح من قبل وزارة الصحة الفرنسية وتُعرف باسم الدبلوم الوطني لاختصاصي العلاج الطبيعي. منذ عام 2021، وبموجب آخر إصلاحات ماكرون في التعليم الصحي العالي، أصبحت هذه الشهادة بدرجة ماجستير، وأصبحت مدة دراسة العلاج الطبيعي خمس سنوات، تتضمن سنة اختيارية تُعرف باسم PASS / L.AS، وأربع سنوات من التكوين.
تنقسم الدراسة إلى دورتين: دورة أولى مدتها ثلاث سنوات (بدرجة بكالوريوس) تتضمن السنة الأولى PASS / L.AS ثم سنتين من التكوين، ودورة ثانية مدتها سنتان (بدرجة ماجستير) تشمل آخر سنتين من التكوين. حتى عام 2020، كانت تعتبر بدرجة بكالوريوس لأن سنة الاختيار لم تكن معترف بها رغم أنها كانت إلزامية. اختصاصي العلاج الطبيعي في فرنسا يُعد مهنة شبه طبية، لكنه أصبح تدريجيًا أقرب إلى المهن الطبية نظرًا لأنه يستخدم نفس بوابة القبول في الدراسات الصحية كطب الأسنان، والطب، والصيدلة، والقبالة، كما أنه يُعد من المهنيين الصحيين المستقلين والمعترف بهم من قبل الضمان الاجتماعي، لكن لا يزال لا يُعتبر طبيبًا. هناك نقاشات مع وزارة الصحة لإنشاء درجة دكتور في الطب في العلاج الطبيعي في فرنسا، من خلال دورة دراسية ثالثة وتدريب داخلي في العلاج الطبيعي. ومع ذلك، فإن الحاصلين على الدبلوم الوطني في العلاج الطبيعي يمكنهم الآن الالتحاق ببرنامج دكتوراه في علوم التأهيل بفضل حصولهم على درجة ماجستير.

### إيطاليا
في إيطاليا، تُعرف الشهادة باسم لاوريا في العلاج الطبيعي (المؤهلة لمهنة اختصاصي العلاج الطبيعي الصحي)، وهي درجة بكالوريوس بدوام كامل لمدة ثلاث سنوات تُدرس في كليات الطب في العديد من الجامعات الإيطالية. يشمل البرنامج مزيجًا مكثفًا من الدراسة النظرية والتدريب العملي الإلزامي من السنة الأولى. ويزداد عدد ساعات التدريب العملي تدريجيًا حتى يشكل نصف البرنامج في السنة الثالثة. لا توجد شروط خاصة للقبول في درجة البكالوريوس؛ يمكن للطلاب من خلفيات متنوعة الالتحاق بالبرنامج بعد اجتياز اختبار تمهيدي مكوّن من 80 سؤالًا. يُطبق هذا الاختبار على جميع الدورات التي تُعرف باسم "الرقم المغلق" للحد من عدد المشاركين. اعتمادًا على الكلية والدورة، يتوفر بين 30 و400 مقعدًا كل عام. وللقبول، يجب اجتياز الامتحان والحصول على ترتيب عالٍ.
بالنسبة لجميع الدرجات شبه الطبية، يمكن لكل مؤسسة اختيار اختبارها الخاص الذي يُجرى في جميع الجامعات في الوقت ذاته، بينما تُدار اختبارات الطب من قبل وزارة التعليم.
تُعطى أهمية كبيرة للامتحان الأولي، ويُعد "العدد المغلق" أمرًا أساسيًا. يهدف هذا الإجراء إلى تنظيم سوق العمل، وبالتالي توفير فرص عمل مضمونة لأولئك الذين يُكملون دراستهم.
لكن بين عامي 2010 و2011، تم تقليص التمويل العام للرعاية الصحية الوطنية بشكل كبير، مما أدى إلى فقدان الوظائف على مستوى البلاد واستحالة توظيف الخريجين الجدد، في ظل وجود شريحة كبيرة من السكان بحاجة للرعاية الطبية ولكنهم غير قادرين على دفع تكاليف الخدمات الخاصة، والتي تُنظم وفق رسوم دنيا بفرض القانون، مما يمنع اختصاصيي العلاج الطبيعي العاطلين عن العمل من خفض رسومهم لتقديم خدماتهم لتلك الفئة المحتاجة.

### جمهورية أيرلندا
في جمهورية إيرلندا، يتوفر العلاج الطبيعي كبرنامج جامعي في أربع جامعات: كلية ترينيتي، جامعة كلية دبلن، الكلية الملكية للجراحين، وجامعة ليمريك. تستمر الدراسة أربع سنوات وتشمل تدريبًا عمليًا في السنتين الأخيرتين. يُطلب من الطلاب إكمال 1000 ساعة من التدريب العملي قبل التخرج.

### مالطا
في مالطا، يتوفر برنامج بكالوريوس العلوم (مع مرتبة الشرف) في العلاج الطبيعي في معهد الرعاية الصحية بجامعة مالطا، بعد إتمام دورة مدتها أربع سنوات. يتضمن البرنامج جميع جوانب العلاج الطبيعي، حيث يدرس الطلاب ثلاث سنوات نظرية مكثفة، ثم يقضون السنة الرابعة في تدريبات سريرية. يتعلم الطلاب كيفية تقييم وعلاج المرضى. ولاستصدار رخصة ممارسة المهنة كاختصاصي علاج طبيعي، يجب اجتياز امتحانات عملية تشمل التقييم والعلاج. يُتوقع من الطلاب في السنة الرابعة أيضًا إتمام مشروع بحثي في العلاج الطبيعي، وذلك لاستيفاء متطلبات شهادة الشرف.

### إسبانيا
في إسبانيا، يُطلب من طالب العلاج الطبيعي إكمال ثلاث سنوات من التدريب بعد اجتياز امتحان القبول الجامعي. وبعد إتمام برنامج العلاج الطبيعي، يمكن اجتياز امتحان آخر للعمل في نظام الصحة العامة في إحدى المناطق المستقلة، أو يمكنه العمل في المستشفيات الخاصة والعيادات وغيرها. هناك 43 جامعة في إسبانيا بها كليات للعلاج الطبيعي. منذ عام 2009، أصبحت مدة دراسة العلاج الطبيعي أربع سنوات. يمكن لاختصاصيي العلاج الطبيعي الذين أكملوا تدريبهم لمدة ثلاث سنوات متابعة سنة إضافية.

### المملكة المتحدة
في المملكة المتحدة، تُقدّم برامج البكالوريوس والدراسات العليا التمهيدية في العلاج الطبيعي في خمسٍ وثلاثين جامعة. تبلغ مدة برامج البكالوريوس ثلاث سنوات في إنجلترا وويلز وإيرلندا الشمالية، وأربع سنوات في اسكتلندا، في حين تُوزَّع برامج الماجستير التمهيدية على سنتين أكاديميتين ممتدتين. ويعكس الاختلاف في مدة البرامج الدراسية في اسكتلندا مقارنةً بباقي أجزاء المملكة المتحدة طبيعة النظام التعليمي في تلك البلاد، علماً بأن محتوى جميع البرامج الدراسية في المملكة المتحدة هو في جوهره نفسه.
جميع البرامج الدراسية معتمدة من قبل الجمعية الملكية للعلاج الطبيعي ومجلس المهن الصحية والرعائية في المملكة المتحدة، ويمنح هذا الأخير التسجيل والحق في استخدام اللقب المحمي "أخصائي علاج طبيعي" بعد إتمام البرنامج الدراسي بنجاح.
تتكوّن جميع برامج دراسة العلاج الطبيعي من مزيج من المحاضرات النظرية والحصص العملية، وتشمل ألف ساعة إلزامية من التدريب السريري موزعة على جميع السنوات الدراسية. وتشمل الدراسة التمهيدية للعلاج الطبيعي تدريباً متقدماً في كل من المجالات الثلاثة الرئيسية للممارسة في المملكة المتحدة: الرعاية العضلية الهيكلية، والعصبية، والقلبية التنفسية.
أما متطلبات القبول النموذجية لبرامج البكالوريوس فهي الحصول على ثلاث شهادات أكاديمية من المستوى المتقدم (أو ما يعادلها) بدرجات تتراوح بين ABB وAAA، وذلك حسب المؤسسة التعليمية. وتتطلب برامج الدراسات العليا الحصول على شهادة جامعية في موضوع ذي صلة (مثل الأحياء، أو التشريح، أو علم وظائف الأعضاء، وغيرها) بدرجة لا تقل عن مرتبة الشرف من الدرجة الثانية العليا.

### الإقامة
عادةً ما تُجرى الإقامة بعد أن يُكمل الطالب درجة دكتور في العلاج الطبيعي ويجتاز اختبار الترخيص الأولي. تُواصل الإقامة تعليم العلاج الطبيعي باستخدام التدريب القائم على الأدلة لتأهيل المتدرب بشكل أفضل لمساعدة المرضى الذين سيخدمهم. تُعد الإقامة تخصصًا يهدف إلى تعزيز معرفة المقيم بالتقييم، والفحص، والتشخيص، والتوقعات، والتدخل، وإدارة المرضى ضمن فئة محددة من المرضى. تتراوح مدة الإقامة من 9 إلى 36 شهرًا ويجب استكمالها بما لا يقل عن 1500 ساعة. قد تتضمن الإقامات خدمة مجتمعية، وبحوثًا، وتثقيفًا للمرضى، وفرصًا للتدريس، وإشرافًا على مقدمي الرعاية الصحية الآخرين. تُقدم الإقامات حاليًا في مجالات القلب والرئة، والفيزيولوجيا الكهربائية السريرية، والشيخوخة، والأعصاب، والعظام، وطب الأطفال، والرياضة، وصحة المرأة، ورعاية الجروح. تُعد الإقامة تمهيدًا للحصول على شهادة الاختصاص السريري من مجلس اختصاصات العلاج الطبيعي الأمريكي. يُظهر اختصاصيو العلاج الطبيعي الحاصلون على تدريب في الإقامة والزمالة تطبيقًا أكبر لمهارات التصوير الطبي استنادًا إلى الإرشادات القائمة على الأدلة مقارنةً بنظرائهم.

### زمالة
تهدف الزمالة إلى تقديم معرفة متقدمة قائمة على الأدلة في تخصص أو تخصص فرعي معين. وللقبول في الزمالة، يجب أن يكون لدى اختصاصي العلاج الطبيعي أحد المؤهلات التالية: 1) إتمام إقامة، 2) الحصول على شهادة اختصاص معتمدة، 3) إثبات المهارات السريرية في مجال تخصص معين. يجب إتمام الزمالات خلال مدة تتراوح من 6 إلى 36 شهرًا، وبما لا يقل عن 1000 ساعة. تُقدَّم الزمالات في علاج اليد، وعلوم الحركة، ورعاية حديثي الولادة، والعلاج اليدوي العظمي، والرياضة (الدرجة الأولى الجامعية). يُعد الأفراد الذين يكملون برامج الإقامة والزمالة بعد الدكتوراه أكثر تأهيلاً في سوق العمل كممارسين متخصصين.

## روابط خارجية
- دليل برامج الإقامة والزمالة
- دليل برامج تعليم العلاج الطبيعي
- كلية العلاج الطبيعي جامعة القاهرة